# Hanna Weres
Hanna Iwaniwna Weres (ukrainisch Ганна Іванівна Верес; * 21. Dezember 1928 in Obuchowytschi, Ukrainische Sozialistische Sowjetrepublik; † 11. Juni 2003 in Obuchowytschi, Ukraine) war eine ukrainische Künstlerin der dekorativen Kunst (Kunstweberei).

## Leben und Werk
Weres war die Tochter der Künstlerin und Weberin Marija Posobtschuk und die Mutter der Künstlerinnen Walentyna und Olena Weres. Sie kreierte auf dem Gebiet der dekorativen Textilkunst traditionelle polesische gewebte Tücher sowie dekorative Stoffe und Paneele.
Ihr künstlerisches Talent zeigte sich in der dekorativen Weberei, einem Zweig der Volkskunst, der zu den traditionellsten und am weitesten verbreiteten in der Ukraine gehört. Mit dem Iwankiw-Stil des dekorativen Webens repräsentierte sie den Stil ursprünglich lokaler künstlerischer Webschulen. Für ihre Ziertücher übernahm sie Motive aus Volksornamenten wie Sterne, Rauten, Rosetten, die in Polissya-Stoffen und Stickereien sehr verbreitet sind.
Von 1966 bis 1968 fertigte sie eine Reihe von dekorativen Textilien an, die Taras Schewtschenko gewidmet waren. Die Ausgabe von Schewtschenkos Kobzar aus dem Jahr 1971 ist mit Reproduktionen ihrer Ziertücher illustriert, die sie gemeinsam mit Hanna Wassylaschtschuk produzierte.
Weres arbeitete mehr als zehn Jahre in der Kunstwarenfabrik T. H. Schewtschenko in Kiew, wo sie Skizzen von vielen Mustern von Tüchern, Teppichen, Kissenbezügen und Vorhängen anfertigte. Sie stellte auf nationalen Kunstausstellungen und internationalen Ausstellungen, wie Messen in Marseille, Zagreb, Toronto und Montreal aus.
Die Filme Lyada, 1974, des staatlichen Filmstudios Kyivnaukfilm und Ein Flachs blüht, 1980, des Filmstudios Ukrtelefilm sind ihrem Werk gewidmet.
Weres gründete 1988 das Webereimuseum in Iwankiw, das 1992 wieder geschlossen wurde.
Berichten vom 27. Februar 2022 zufolge gehörten Werke von Weres zu denen, die zerstört wurden, als das Historische und Heimat-Museum während der Schlacht von Iwankiw, einem militärischen Gefecht während der russischen Invasion in der Ukraine im Jahr 2022, niedergebrannt wurde.

## Auszeichnungen und Ehrungen
- Ehrenzeichen der Sowjetunion
- seit 1965: Mitglied der Union der sowjetischen Künstler der Ukraine
- 1968: Taras-Schewtschenko-Preis gemeinsam mit Hanna Wassylaschtschuk[4]
- seit 1977: Verdienter Meister der Volkskunst der UdSSR
- 1995: Volkskünstler der Ukraine
- seit 1999: Mitglied der Nationalen Union der Meister der Volkskunst der Ukraine